# Таутендорф (Тюрингия)
Таутендорф (нем. Tautendorf) — община в Германии, в земле Тюрингия.
Входит в состав района Заале-Хольцланд. Подчиняется управлению Хюгелланд/Телер. Население составляет 168 человек (на 31 декабря 2010 года). Занимает площадь 5,29 км².